# Antonio Faura Sanmartín
Antonio Faura Sanmartín (Tortosa, 1945) és un advocat i polític català. Llicenciat en Dret per la Universitat de Saragossa i membre de la junta de govern del Col·legi d'Advocats de Tortosa. Fou elegit diputat a les eleccions generals espanyoles de 1977 i 1979 per la província de Tarragona dins les llistes de la Unió de Centre Democràtic. Durant la segona legislatura fou elegit membro del Consell de Direcció del Grup Parlamentari d'UCD, i secretari general del Grup Parlamentari Centrista. Va ser membre de la Comissió Informativa d'Hisenda del Consell Comarcal del Baix Ebre com a independent i regidor de l'ajuntament de Tortosa pel Partit Popular.